# ダルコ・クラリ
ダルコ・クラリ（Darko Kralj、1971年6月6日 - ）は、クロアチアのビェロヴァル＝ビロゴラ郡、ガレシュニツァ出身の義足砲丸投げ選手。同郡の都市であり、彼が現在住んでいるグルビシュノ・ポリェの障害者スポーツ団体の理事長も務めている。
ガレシュニツァで生まれたのちに、グルビシュノ・ポリェへと引っ越し幼児期を過ごす。学生時代はハンドボールを行っておりハンドボールのクラブチームRKケスマに所属し、ラインプレーヤーとしてプレーしていた。
1990年からのクロアチア紛争にはクロアチア内務省 (MUP) の部隊の一員として戦場へと向かった。しかし1991年7月26日、ダリでユーゴスラビア軍によるミサイル攻撃を受け左足のほとんどを失った。
2004年からはビェロヴァルのチーム"ソコロア"で砲丸投げを始め、すぐに国内チャンピオン、国内記録保持者となった。2006年にはスウェーデンで開催された室内の世界選手権へと出場し銀メダルを獲得、同年にリエカで開催された大会では、14m04のその障害クラスにおける世界記録を打ち立てた。2008年にはクロアチア代表として北京パラリンピックに出場した。この大会彼はクロアチアの国旗をあしらった模様の義足をつけて大会に挑んだ。大会前の世界記録は14m10だったものの、14m12、14m23、14m32、14m43と4度も世界記録を更新し、2位のマキシム・ナロズニーに大差をつけて金メダルを獲得した。同年、フランヨ・ブスカルスポーツ特別賞 (Franjo Bučar State Award for Sport) を受賞している。